# Paratamboicus marmoratus
Paratamboicus marmoratus is een hooiwagen uit de familie Sclerosomatidae.